# (121016) Christopharnold
(121016) Christopharnold est un astéroïde de la ceinture principale.

## Description
(121016) Christopharnold est un astéroïde de la ceinture principale. Il fut découvert le 18 janvier 1999 à Drebach par Jens Kandler. Il présente une orbite caractérisée par un demi-grand axe de 2,32 UA, une excentricité de 0,28 et une inclinaison de 26,2° par rapport à l'écliptique.

## Compléments